# 1 500 mètres masculin aux Jeux olympiques d'été de 1960 (athlétisme)
Navigation
Melbourne 1956 Tokyo 1964
L'épreuve du 1 500 mètres masculin aux Jeux olympiques de 1960 s'est déroulée du 3 au 6 septembre 1960 au Stade olympique de Rome, en Italie.  Elle est remportée par l'Australien Herb Elliott.

## Résultats

### Finale
| Rang               | Athlète            | Pays       | Temps  | Notes |
| ------------------ | ------------------ | ---------- | ------ | ----- |
| Médaille d'or      | Herb Elliott       | Australie  | 3:35.6 | WR    |
| Médaille d'argent  | Michel Jazy        | France     | 3:38.4 |       |
| Médaille de bronze | István Rózsavölgyi | Hongrie    | 3:39.2 |       |
| 4                  | Dan Waern          | Suède      | 3:40.0 |       |
| 5                  | Zoltan Vamoș       | Roumanie   | 3:40.8 |       |
| 6                  | Dyrol Burleson     | États-Unis | 3:40.9 |       |
| 7                  | Michel Bernard     | France     | 3:41.5 |       |
| 8                  | Jim Grelle (en)    | États-Unis | 3:45.0 |       |
| 9                  | Arne Hamarsland    | Norvège    | 3:45.0 |       |